# ダウンテンポ
ダウンテンポ（Downtempo、またはダウンビート (downbeat)) は、雰囲気のあるサウンドと、通常のダンス・ミュージックよりも遅いビートを特徴とする電子音楽の幅広い音楽ジャンル。アンビエント・ミュージックと密接に関連しているがリズムに重点が置かれており、このスタイルは、チルアウト・クラブで演奏されたり、DJセット中の「ウォームアップまたはクールダウン」する音楽として演奏されたりすることがある。ダウンテンポのサブジャンルの例には、トリップ・ホップ、アンビエント・ハウス、チルウェイヴ、サイビエント、ローファイ・ヒップホップなどがある。
このスタイルは、1980年代後半にイギリスのブリストル・シーンで出現し、マッシヴ・アタック、ポーティスヘッド、トリッキーなどのアーティストを生み出した。1990年代に、このスタイルはクルーダー&ドルフマイスター、フィラ・ブラジリア、シーヴェリー・コーポレーションなどのアーティストによって国際的に知られるようになった。このスタイルで登場した他の著名なアーティストには、ボーズ・オブ・カナダ、ニコラス・ジャー、ボノボなどがいる。

## 特徴
ダウンテンポ・ミュージックは幅広いジャンルだが、いくつかの特徴によって統合されている。
- 雰囲気のあるサウンド: アーティストは、キャッチーなメロディーやリフよりも、重ねられたサウンドや雰囲気に重点を置く[5]。
- 遅いビート: 通常、曲は BPM90前後のビートを特徴とする[5]。
- 優しいメロディー: アーティストは通常、単純なアンビエント・ミュージックよりもメロディックなフレーズを含める[5]。

## 歴史
ダウンテンポは、「トリップ・ホップ」として知られるヒップホップと電子音楽のスローでサイケデリックな融合を発展させた1980年代後半のイギリスのブリストル・サウンドから生まれ、マッシヴ・アタック、ポーティスヘッド、トリッキーなどのアーティストを生み出すこととなった。1990年代には、スロー・ペースな音楽の波が到来し、チルアウト・ルーム、つまりクラブのリラクゼーション・セクションや電子音楽イベントの専用セクションで演奏された。イギリスのアーティスト、ナイトメアズ・オン・ワックスは、ダブ・レゲエとヒップホップを取り入れ、1990年代初頭のダウンテンポ・エレクトロニカの先駆者となった。ダウンテンポ・ミュージックもイビサ島周辺で表面化し始め、日の出が近づくとDJやプロモーターがゆっくりとしたリズムと穏やかな電子音楽で雰囲気をダウンさせた。1990年代の終わりには、アコースティック・サウンドとエレクトロニック・スタイルを組み合わせた、よりメロディックなインストゥルメンタル・エレクトロニカが、ダウンテンポという独自の包括的な名称で登場した。
1990年代後半、オーストリアのデュオ、クルーダー&ドルフマイスターが、1970年代のソウル・ジャズの影響を受けたポップス、ヒップホップ、ドラムンベースのトラックのダウンテンポ・リミックスによってこのスタイルを広めた。イギリス人のスティーヴ・コビーとデイヴ・マクシェリーは、フィラ・ブラジリアという名前でプロデュースを行い、このスタイルをさらに推進するダウンテンポ、エレクトロニカ、アンビエント・テクノのアルバムを数枚リリースした。一方、ワシントンD.C.出身のエリック・ヒルトンとロブ・ガーザ、通称シーヴェリー・コーポレーションは、アントニオ・カルロス・ジョビンの音楽についてディスカッションした後、ブラジルのサウンドをこのスタイルに導入し、ジャマイカのダブとレゲエの要素を組み合わせてさらに豊かなものにした。
2010年、「ダウンテンポ・ポップ」は、メロウなビート、ビンテージ・シンセサイザー、ローファイ・メロディーを特徴とする2000年代のさまざまな音楽スタイルとして『アトランティック』誌によって解説された。言い換えれば、チルウェイヴ、グローファイ、ヒプナゴギック・ポップを含む概念である。2010年代後半には、「ローファイ・ヒップホップ」または「チルホップ」とタグ付けされた、別の形式のダウンテンポ・ミュージックがYouTubeの音楽配信者の間で人気となった。